# São João do Cariri
São João do Cariri è un comune del Brasile nello Stato del Paraíba, parte della mesoregione di Borborema e della microregione del Cariri Oriental.